# 第十世达赖喇嘛
楚臣嘉措（藏語：ཚུལ་ཁྲིམ་རྒྱ་མཚོ་，威利转写：tshul khrim rgya mtsho，藏语拼音：Cüchim Gyaco，1816年3月29日—1837年9月30日），藏傳佛教格魯派第十世达赖喇嘛。他是首位透過金瓶掣簽而確定的達賴喇嘛。
他是康区理塘人，父亲内都那布村头人罗桑年扎。开始被迎到理塘寺，后奉旨迎到拉萨。1822年，在布达拉宫举行金瓶掣签，被认定为十世达赖喇嘛，先住聂塘极乐寺，以七世班禅为师，受沙弥戒，法名楚臣嘉措。八月初八到布达拉宫坐床。1828年，到哲蚌寺学经。1833年，受比丘戒。在皇太后六旬大寿时，在大昭寺率领僧众诵《长寿经》。他没有亲政，先后由七世第穆活佛罗桑土登晋美嘉措、二世策墨林活佛阿旺强白楚臣嘉措摄政。1837年九月初一他在布达拉宫示寂，年21岁。